# Faulstroh
Die Familie Faulstroh stammt ursprünglich aus Rodheim v.d.H. in Hessen. Im Laufe des 20. Jahrhunderts erlangte sie als deutsche Unternehmerfamilie Bekanntheit.

## Geschichte
Das älteste nachweisbare Mitglied der Familie ist Heinrich Faulstroh († nach 1671). Sein Sohn Johann (Hans) Christian Faulstroh († 1693) war der erste Schlosser in der Familie. Dessen Nachkommen führten bis Mitte des 20. Jahrhunderts eine Schlosserei in Rodheim. Der Kunstschlosser Jakob Faulstroh (* 1860, † 1920), der noch in Rodheim geboren ist, ließ sich Ende des 19. Jahrhunderts mit Gründung seiner Schlosserei in Groß-Gerau nieder. Aus der Heirat mit Apollonia Wettlaufer (* 1860, † 1919), Tochter des Seilermeisters Wettlauffer aus Groß-Gerau, gingen 7 Kinder hervor. Neben den Söhnen Richard und Friedrich auch drei Töchter und die Zwillingssöhne Albert und Otto Faulstroh (* 1903).
Nach dem frühen Tod der älteren Brüder übernahmen die Zwillinge Albert und Otto Faulstroh schrittweise ab 1920 den damaligen Handwerksbetrieb und gründeten mit Einstieg in die industrielle Produktion das Jakob Faulstroh Press- und Stanzwerk (FAGRO). In den nachfolgenden Jahren nahm das Unternehmen einen beachtlichen Aufschwung und konnte insbesondere während des Wirtschaftswunders, als Zulieferer für die Automobilindustrie sowie Produzent von Schrauben und Schubkarren, zum mit Abstand größten Arbeitgeber in Groß-Gerau wachsen. In Folge des rasanten Wachstums wurde das bisherige Produktionsgelände bereits in den dreißiger Jahren zu klein und weitere Werke wurden in der Region sowie nahe Berlin errichtet. Die beiden Unternehmer Otto und Albert Faulstroh legten größten Wert darauf, ihren Betrieb als Familienunternehmen zu führen.
Mit dem industriellen Wandel, der in den achtziger Jahren des 20. Jahrhunderts einsetzte, gelang es nicht, den einhergehenden Wandel sowie die Unternehmensnachfolge erfolgreich zu gestalten. Anfang der 1980er Jahre wurde das Unternehmen verkauft und danach von familienfremden Eigentümern fortgeführt. 2004 wurde das Unternehmen geschlossen.
Die Familie lebt heute in Teilen Deutschlands, Österreichs, Frankreichs und Amerikas verteilt.

## Namensträger
- Jakob Faulstroh (1860–1920), Kunstschlosser
  - Albert Faulstroh (1903–1960), Industrieller
  - Otto Faulstroh (1903–1962), Industrieller